# 李小恆
李小恆（法語：Raphaël Merkies，2002年4月15日—），法国—荷蘭裔香港足球運動員，司職中場，現效力中超球隊山东泰山，並在國際賽事代表香港。

## 球會生涯

### 早年生涯
李小恆曾在巴黎聖日耳門和阿積士試訓，並在隨家人移民到香港後加入港會青年隊。他在2017年開始為球會的附屬隊Club Colts在業餘聯賽中上陣。他在2019年中學畢業後回到法國就讀大學，但在2022年休學一年，重返港會，開始職業生涯。2022年9月4日，他在對陣深水埗的港超比賽中上演聯賽地標戰，協助球隊以1–0擊敗對手。同年10月2日，他在對陣晉峰的足總盃賽事中射入生涯首個入球，港會最終以2–1擊敗對手晉級。他在賽季季中向大學申請退學，以專注足球事業。李小恆在季尾約滿離隊。

### 冠忠南區
2023年6月10日，李小恆以自由身加盟冠忠南區，簽下他的首份職業合約。同年12月31日，他在對陣前球會港會的菁英盃賽事中首次為球隊入球，協助球隊以2–2逼和對手。
2024年10月10日，冠忠南區宣布李小恆已經成功領取香港特區護照，正式成為香港本地球員。

### 山東泰山
2025年2月14日，冠忠南區宣布李小恆離隊，轉會至中超球隊山东泰山。
8月16日，中超联赛山东泰山作客深圳新鹏城，李小恒射入他在球隊的处子球。

## 國際賽生涯
2024年10月10日，李小恆在香港居住滿七年後獲得香港特別行政區護照，使他有資格代表香港參加國際賽事。
2025年3月19日，李小恆在對陣澳門的熱身賽中首次代表香港出戰，並射入個人首個國際賽入球，協助港隊以2–0勝出。

## 個人生活
李小恆出生於法國巴黎，並在巴黎市郊長大。他隨家人於2016年移民到香港，當時14歲的李小恆入讀香港法國國際學校。

## 生涯統計

### 球會
最後更新：2024年9月21日
| 效力球會 | 球季     | 聯賽         | 聯賽 | 聯賽 | 國家盃賽 | 國家盃賽 | 其他 | 其他 | 總計 | 總計 |
| 效力球會 | 球季     | 聯賽         | 上陣 | 入球 | 上陣     | 入球     | 上陣 | 入球 | 上陣 | 入球 |
| -------- | -------- | ------------ | ---- | ---- | -------- | -------- | ---- | ---- | ---- | ---- |
| 港會     | 2022–23  | 香港超級聯賽 | 18   | 0    | 2        | 1        | 9    | 0    | 29   | 1    |
| 冠忠南區 | 2023–24  | 香港超級聯賽 | 19   | 4    | 0        | 0        | 8    | 2    | 27   | 6    |
| 冠忠南區 | 2024–25  | 香港超級聯賽 | 1    | 0    | 0        | 0        | 0    | 0    | 1    | 0    |
| 冠忠南區 | 總計     | 總計         | 20   | 4    | 0        | 0        | 8    | 2    | 28   | 6    |
| 生涯總計 | 生涯總計 | 生涯總計     | 38   | 4    | 2        | 1        | 17   | 2    | 57   | 7    |

1. ↑  其中八場菁英盃，一場高級組銀牌。
2. ↑  其中七場菁英盃，一場高級組銀牌。
3. ↑  於菁英盃賽事入球。

### 代表隊
最後更新：2025年3月20日
| 代表隊 | 年份 | 上陣 | 入球 |
| ------ | ---- | ---- | ---- |
| 香港   | 2025 | 1    | 1    |
| 總計   | 總計 | 1    | 1    |

| #  | 日期           | 地點               | 對手 | 入球比數 | 最終比數 | 賽事   |
| -- | -------------- | ------------------ | ---- | -------- | -------- | ------ |
| 1. | 20235年3月19日 | 香港旺角旺角大球場 | 澳門 | 2–0      | 2–0      | 熱身賽 |

所有比數左側代表香港，入球比數欄代表李小恆入球後場上的比數